# Charles Van Oemberg

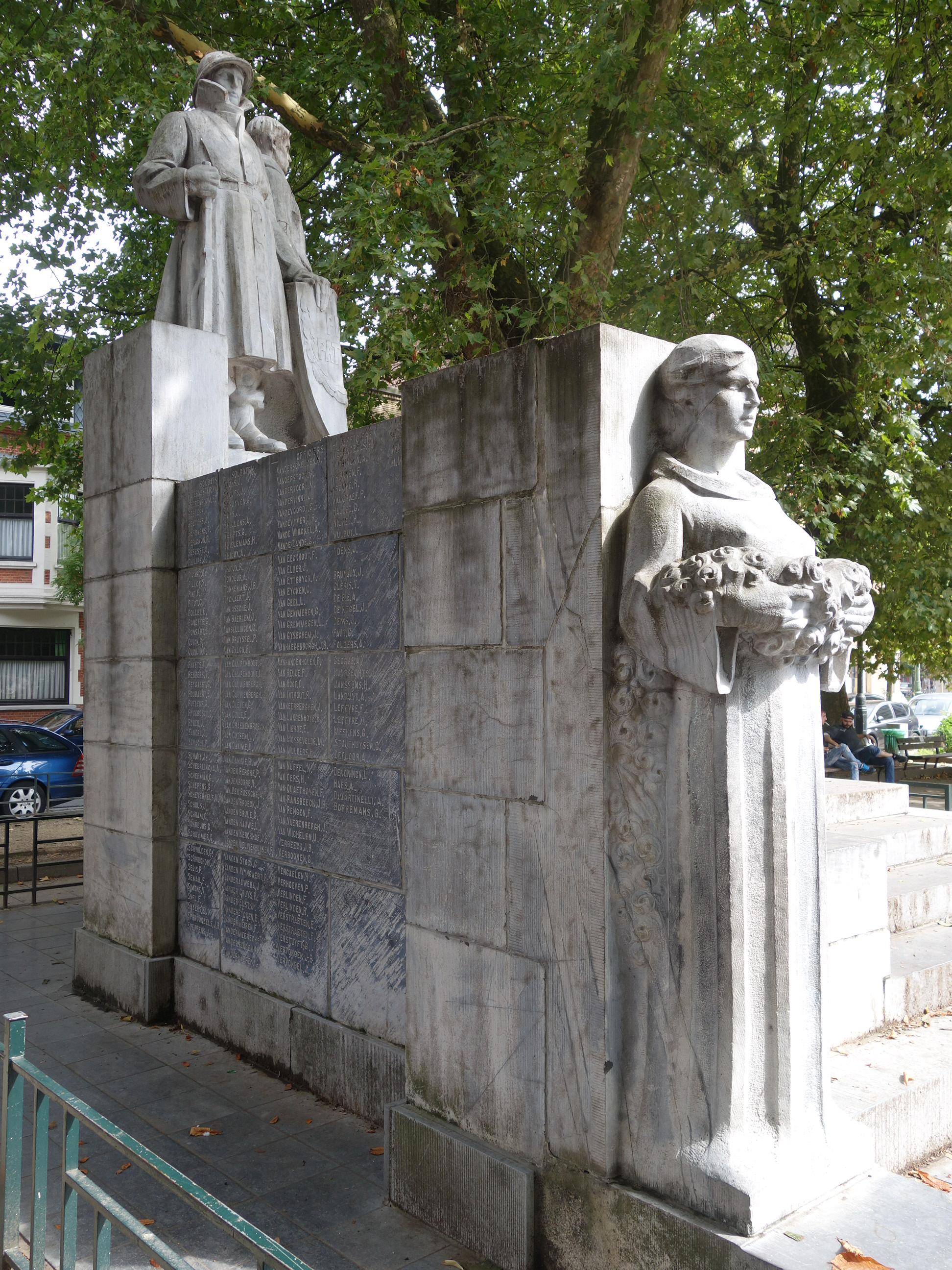
Detail van het oorlogsmonument in Sint-Jans-Molenbeek

Charles Van Oemberg, geboren als Charles Joseph Vanoemberg  (Limelette, 9 oktober 1824 – Bergen, 15 september 1901) was een Belgisch beeldhouwer.

## Leven en werk
Charles Van Oemberg was een zoon van landbouwer Jean Louis Vanoemberg en Anne Joseph Hautfenne. Hij studeerde aan de Brusselse Academie als leerling van Louis Jehotte en werkte op het atelier van Charles Auguste Fraikin. Hij trouwde in 1855 in Sint-Jans-Molenbeek met Marie Elisabeth Therese Bienvenu.
Van Oemberg maakte onder meer bustes, beeldengroepen, gedenkmonumenten en standbeelden. Hij nam deel aan nationale en internationale tentoonstellingen, waaronder de salons in Brussel (vanaf 1851) en Antwerpen, de Exposition Universelle (1867) in Parijs en de wereldtentoonstelling in Brussel (1888).  Van Oemberg volgde in 1883 Charles Brunin op als docent aan de academie van Bergen. Tot zijn leerlingen behoorden Léon Gobert, Emil Van den Bossche en Charles Van der Stappen. In 1899 werd Van Oemberg opgevolgd door Paul Du Bois.

## Enkele werken
- 1859 Allegorie van België, monument in Waver ter gelegenheid van het zilveren regeringsjubileum.
- 1858-1859 beelden van Maria van Brabant, Oda van Ardennen, Lodewijk III de Jonge en Liutgard voor de voorgevel van het stadhuis van Brussel.[6]
- 1862 buste van architect Tieleman Franciscus Suys (1783-1861)
- ca. 1864 buste van koning Leopold I van België
- 1866 buste van luitenant-generaal Chapelié voor een monument van de Militaire School.
- 1867 standbeeld van Sint Joost voor de kerk van Sint-Joost-ten-Node.
- 1871 allegorisch beelden van Amerika en Europa voor de zijgevel van de Beurs van Brussel.
- 1874 beelden van Isabella van Denemarken en Maria van Hongarije voor de voorgevel van het stadhuis van Brussel.[6]
- 1875 buste van politicus Eugène Defacqz (1797-1871), collectie Hof van Cassatie.
- 1878 buste van de kunstenaar Jean-Baptiste Madou, collectie Charliermuseum.
- 1887 neogotisch hoofdaltaar voor de Kapel Onze-Lieve-Vrouw van Gaverland,  naar een ontwerp van architect J.A. Clarysse.
- 1893 medaillonportret van Jean-Charles Houzeau voor het Astronomisch en meteorologisch monument in Bergen.

## Fotogalerij

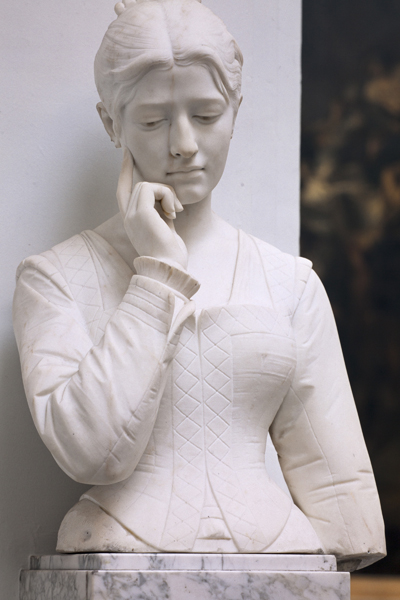
Buste van een jonge vrouw, collectie Museum voor Schone Kunsten (Doornik)
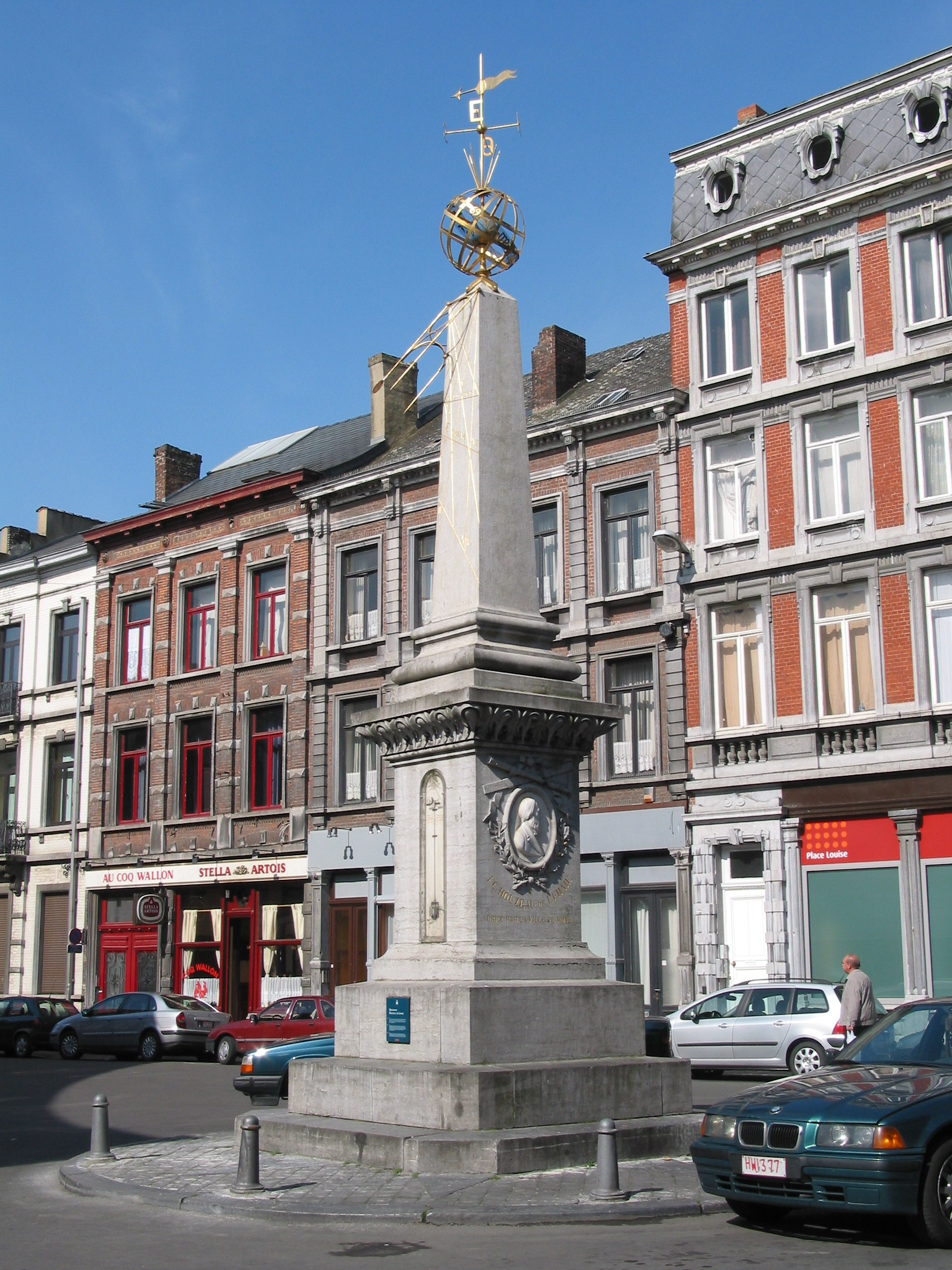
Astronomisch en meteorologisch monument, Bergen
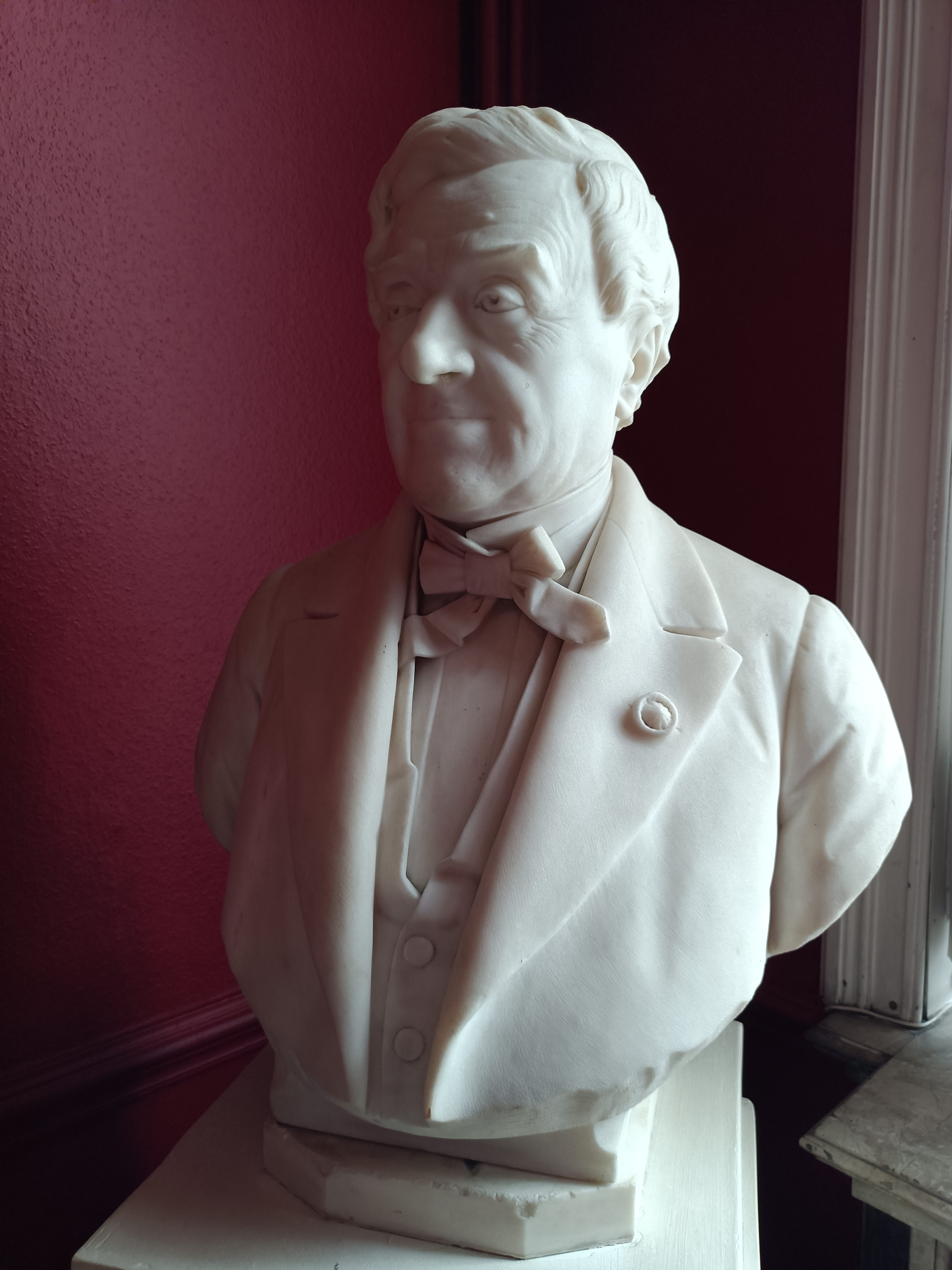
Jean-Baptiste Madou

## Literatuut
- Etienne Gilot (2008) "Charles Vanoemberg, sculpteur, enfant de Limelette", OKGNI, uitgave van Cercle d'Histoire, d'Archéologie et de Généalogie d'Ottignies-Louvain-la-Neuve (CHAGO), n° 43, maart 2008.
- Dominique Verhaegen (2020) "Charles VAN OEMBERG (1824-1901)", OKGNI, n° 94, december 2020.

- RKD-Nederlands Instituut voor Kunstgeschiedenis: 101507